# Oxycerina merzi
Oxycerina merzi är en tvåvingeart som beskrevs av Rudolf Rozkošný och Norman E. Woodley 2010.
Oxycerina merzi ingår i släktet Oxycerina och familjen vapenflugor. Artens utbredningsområde är Thailand. Inga underarter finns listade i Catalogue of Life.